# Беховец (пистолет-пулемёт)

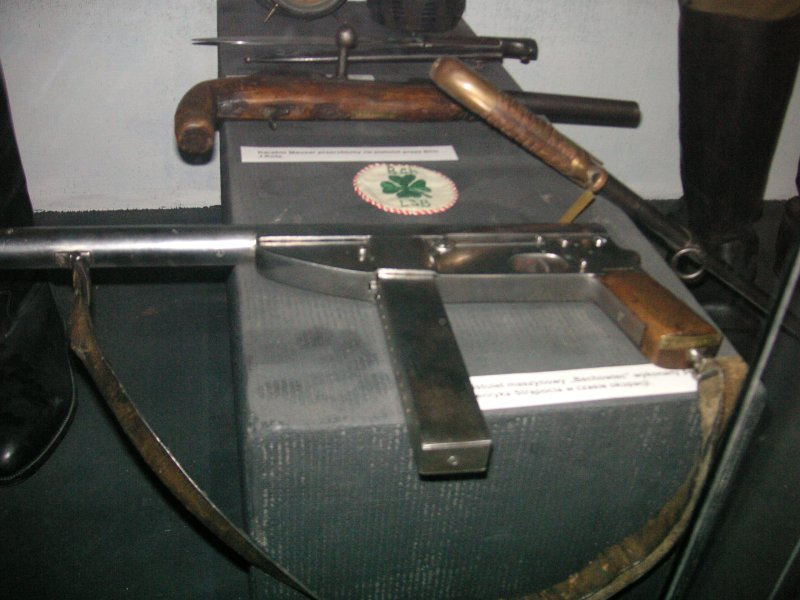
Образец пистолета-пулемёта «Беховец» в Музее Войска Польского (Варшава)

Беховец (пол. Bechowiec) — польский пистолет-пулемёт кустарного производства, использовавшийся силами Движения Сопротивления во Второй мировой войне. Разработан сельским кузнецом Генриком Стронпоцем и группой инженеров из Островца. Производился в подпольных мастерских с 1943 по июль 1944 года. Выпущено 11 единиц подобного оружия, в основном они использовались солдатами Крестьянских батальонов (на оружие ставилось соответствующее клеймо).
«Беховец-1» (рабочее название) был довольно компактным и лёгким. Его конструкция включала в себя множество решений, использовавшихся в других пистолетах-пулемётах. Предохранитель одновременно выполнял функцию переключения с режима одиночного огня на огонь очередями. Подобные решения позднее использовались в пистолете-пулемёте PM-63 RAK и других образцах самозарядного оружия. Принцип работы автоматики — простейший, используется свободный затвор. Питание осуществлялось магазинами на 32 патрона. Боеприпасы — широко распространённый и наиболее доступный тогда 9×19 мм (Парабеллум) и (на нескольких последних экземплярах) советский 7,62×25 мм (ТТ).
Стоимость одного такого пистолета-пулемёта составляла 6 тысяч злотых: деньги шли на изготовление, перевозку и подкуп охраны предприятий, с которых похищали детали для оружия.

## Конструкция
«Беховец» конструкцией напоминает большой пистолет: вся верхняя половина корпуса является затворной рамой, к ней жёстко прикреплён затвор, снизу курок. Стрельба идёт с закрытого затвора, как у пистолетов (большинство ПП тех времён, включая Томпсона, ППШ-41 и MP-40, стреляли с открытого).
У кустарного оружия всегда были две сложные части — ствол и магазин. Стволы делались из накопанных винтовок времён Первой мировой — находили винтовку с достаточно целым стволом, вырезали кусок, рассверливали до 9 мм, на концах делали патронники и разрезали пополам. В последних образцах стволы брались от списанных винтовок Мосина, и с новым калибром 7,62×25 мм ТТ всё, что оставалось,— высверлить патронник.
Магазин же — сменный узел, и если остальные части можно подогнать по месту, магазины важно выполнять со стабильными размерами. Кустарные конструкторы строят оружие вокруг доступных магазинов, но у Крестьянских батальонов таковых не было — и Стронпоць сделал простой, но действующий магазин.
В большинстве пистолетов-пулемётов, стреляющих с закрытого затвора, курок просто идёт за надвигающимся затвором — здесь удалось сделать настоящий автоспуск, срабатывающий, когда затвор дойдёт до самого конца.
Даже для неполной разборки нужно открутить несколько винтов.